# Пауэлл, Николь
Николь Кристен Пауэлл (англ. Nicole Kristen Powell; род. 22 июня 1982 года в Сьерра-Висте, штат Аризона, США) — американская профессиональная баскетболистка, выступавшая в женской национальной баскетбольной ассоциации. Была выбрана на драфте ВНБА 2004 года в первом раунде под общим третьим номером командой «Шарлотт Стинг». Играла на позиции лёгкого форварда. По завершении игровой карьеры она вошла в тренерский штаб команды NCAA «Гонзага Бульдогс». В данное время является главным тренером студенческой команды «Гранд-Каньон Антилопес».

## Ранние годы
Николь Пауэлл родилась 22 июня 1982 года в городе Сьерра-Виста (штат Аризона) в семье Лоуренса и Рут Пауэлл, а училась она в средней школе Маунтин-Пойнт, которая находится в городе Финикс, столице Аризоны, где выступала за местную баскетбольную команду.